# To a Land Unknown
To a Land Unknown is een internationale dramafilm uit 2024, geregisseerd en mede geschreven en geproduceerd door Mahdi Fleifel in zijn speelfilmregiedebuut. De hoofdrollen worden vertolkt door Mahmood Bakri, Aram Sabbah en Angeliki Papoulia.

## Verhaal
Chatila en Reda zijn Palestijnse vluchtelingen die in Athene wonen en proberen het weinige geld dat ze kunnen krijgen te sparen voor valse paspoorten, zodat ze naar Duitsland kunnen verhuizen. Nadat Reda al hun geld aan heroïne heeft uitgegeven, raakt Chatila betrokken bij een riskante smokkeloperatie.

## Rolverdeling
| Acteur            | Personage |
| ----------------- | --------- |
| Mahmood Bakri     | Chatila   |
| Aram Sabbah       | Reda      |
| Angeliki Papoulia | Tatiana   |
| Mohammed Alsurafa | Malik     |

## Productie
To a Land Unknown is de eerste speelfilm van Mahdi Fleifel, de Palestijns-Deense regisseur van documentaires. De film werd in Griekenland opgenomen en de productie begon precies een maand na de Hamas-aanval van 7 oktober 2023. Men slaagde er in de film op tijd klaar te hebben voor de première in Cannes, ruim zes maanden later.
To a Land Unknown werd geproduceerd door Geoff Arbourne van het Britse Inside Out Films en Fleifel’s Nakba FilmWorks, Morisset voor Frankrijk en Salaud Morisset voor Duitsland, Maria Drandaki voor het Griekse Homemade Films en Layla Meijman en Maarten van der Ven voor het Nederlandse Studio Ruba.

## Release en ontvangst
To a Land Unknown ging op 22 mei 2024 in première op het Filmfestival van Cannes in de Quinzaine des cinéastes-sectie. De film kreeg positieve kritieken van de filmcritici, met een score van 100% op Rotten Tomatoes, gebaseerd op 11 beoordelingen.

## Prijzen en nominaties
De belangrijkste:
| Jaar | Prijs          | Categorie                  | Genomineerde(n) | Uitslag     |
| ---- | -------------- | -------------------------- | --------------- | ----------- |
| 2024 | Film Fest Gent | Grand Prix voor Beste Film | Mahdi Fleifel   | Genomineerd |